# Астерьос Касторис
Астѐрьос Никола̀у Касто̀рис (на гръцки: Αστέριος Νικολάου Καστόρης) е гръцки политик от Коалицията на радикалната левица (СИРИЗА), депутат в Гръцкия парламент от септември 2015 година.

## Биография
Роден е на 19 февруари 1960 година в македонския град Катерини, Гърция. Завършва средно образование. Работи като техник в Психиатричната болница в Катерини и като земеделец.
Секретар е на областния комитет за Пиерия на Коалицията на левицата, движенията и екологията. Кандидат е за депутат през януари 2015 година. Избран е от СИРИЗА за депутат от избирателен район Пиерия на изборите през септември 2015 година.